# Рыжиковое масло

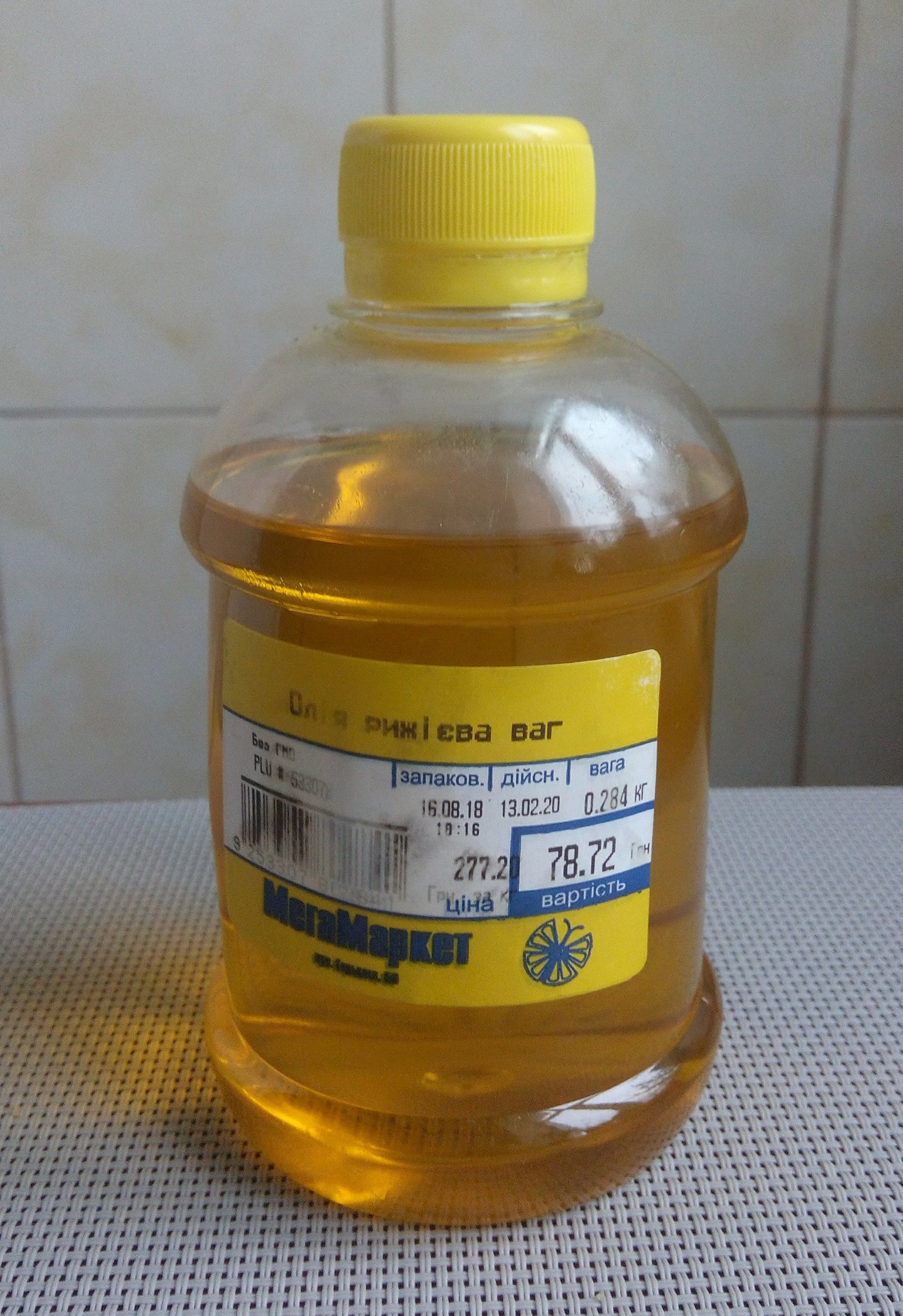
Рыжиковое масло

 Рыжиковое масло — растительное масло, получаемое из семян масличной культуры — рыжика посевного (Camelina sativa), травянистого растения из рода Рыжик семейства Капустные.

## Свойства
Жирно-кислотный состав рыжикового масла российского производства:
| Жирная кислота            | Доля, % | Тип жирной кислоты         |
| ------------------------- | ------- | -------------------------- |
| α-Линоленовая             | 35—39   | полиненасыщенная (омега-3) |
| Олеиновая                 | 12—20   | мононенасыщенная (омега-9) |
| Линолевая                 | 14—22   | полиненасыщенная (омега-6) |
| Эйкозеновая (Гондоиновая) | 12,5—16 | мононенасыщенная (омега-9) |
| Эйкозадиеновая            | 1—2     | полиненасыщенная (омега-6) |
| Пальмитиновая             | 5—7     | насыщенная                 |
| Стеариновая               | 2—2,5   | насыщенная                 |
| Эруковая                  | 2—4     | мононенасыщенная (омега-9) |

Нерафинированное масло обладает специфическим вкусом, похожим на вкус горчичного масла. После рафинации и дезодорации приобретает светло-жёлтый цвет. Рыжиковое масло добывается из семян рыжика прессованием. Содержание масла в семенах составляет 32,6—42,6 %. Выход масла при холодном прессовании составляет 18…20 %, при повторном горячем прессовании выходит ещё 5…7 %. Рыжиковое масло, получаемое методом холодного прессования, — золотисто-жёлтого цвета, масло повторного горячего прессования — зеленовато-коричневого или жёлто-коричневого цвета.
Рыжиковое масло отличается высоким содержанием каротиноидов (0,5—2,0 мг %), витамина Е (40—120 мг %), а также фосфолипидов (0,8 %). Благодаря этому неочищенное масло превосходит по стойкости к окислению другие растительные масла с высоким содержанием полиненасыщенных жирных кислот. Основная ценность рыжикового масла заключается в высоком содержании незаменимых жирных кислот: линоленовой (из семейства омега-3) и линолевой (из семейства омега-6). Эти вещества не синтезируются в организме человека, поэтому называются «незаменимыми».

## Применение
В организме ПНЖК выполняют следующие функции: нормализуют холестериновый обмен и тем самым снижают риск развития сердечно-сосудистых заболеваний и атеросклероза; Омега-3 является компонентом мембраны клетки и стимулирует её жизнедеятельность, активизирует обновление клеток в организме; стимулируют систему иммунологической защиты организма; нормализуют обменные процессы в организме.
По результатам клинических испытаний рыжиковое масло рекомендовано НИИ питания РАМН для диетического питания больных сердечно-сосудистыми заболеваниями
Клинические исследования показывают, что ежедневное употребление 30 г рыжикового масла в значительно большей мере снижает содержание холестерина низкой плотности в плазме крови по сравнению с употреблением рапсового и оливкового масел.
В кулинарии применяется для заправки салатов, как добавка к уже готовым горячим блюдам, для жарки. Применяется при изготовлении диетических кондитерских изделий.
Масло также используют в производстве биодизеля, парфюмерии и косметике, пищевой промышленности, лакокрасочном производстве.
Масло перспективно как питательный компонент в косметических средствах, так как содержит до 60 % незаменимых жирных кислот. Масло характеризуется высоким проникновением через кожу, поэтому применяется в качестве носителя в ароматерапии, как компонент лечебной косметики. Низкая вязкость масла позволяет его с успехом применять в качестве основы массажных масел и кремов.